# داود یعقوبی
داود یعقوبی (زادهٔ ۱۷ دسامبر ۱۹۸۲) بازیکن فوتبال پست مهاجم اهل افغانستان است.
وی در تیم ملی فوتبال افغانستان بازی کرده‌است.